# Pèlice

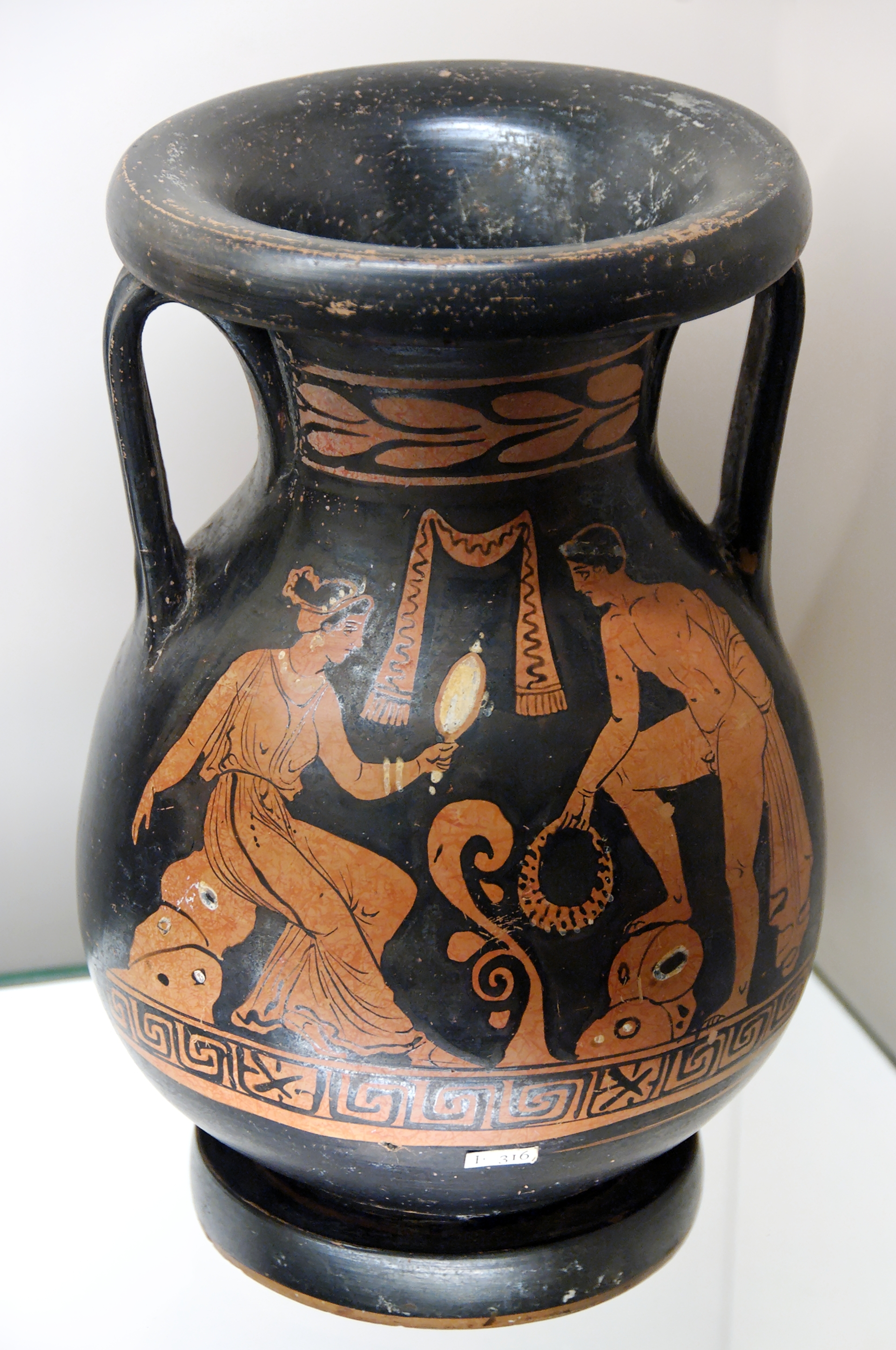
Pèlice de figures vermelles d'Apúlia. Dona amb un jove, c. 370 aC. Museu Britànic

Una pèlice (en grec antic: πελίκη /pelíke, i en plural: pelikai, «copa») és un recipient de ceràmica grega, amb la boca ampla i de perfil continu i amb el diàmetre màxim del cos a la zona del peu, a la qual s'uneix sense tija (una de manera similar àmfora tipus C). Compta amb dues nanses verticals i enfrontades que baixen des de la boca fins a l'inici del cos, o amb una nervadura central.

## Història
Apareix com a tal recipient en Atenes a l'últim quart del segle vi aC, just després de la introducció de la tècnica de figures vermelles, tot i que hi ha de pintades amb figures negres exemplars, i la seva producció va continuar fins al segle iv aC.
Sembla haver estat una creació d'un grup de colons. Amb el temps es tendeix a fer una vora més ampla, que aconsegueix el diàmetre màxim de l'abdomen al segle iv aC.
Hi ha una variant de pèlice que presenta un coll diferent; és menys comú, però es creu que va ser la variant més antiga.

## Ús
Se suposa el seu ús va ser l'emmagatzematge i transport d'aliments líquids (com el vi) o sòlids.
Des de l'any 450 aC, algunes pèlices s'utilitzen com a recipients per a les cendres dels difunts.
Va ser utilitzat sobretot, en una versió més petita, en la ceràmica d'Egnàtia.